# The Last Tour on Earth
The Last Tour On Earth je album skupiny Marilyn Manson, obsahující živé nahrávky z koncertů turné Mechanical Animals a Rock is Dead. Zpívá Marilyn Manson, doprovod obstarávají také basista Ramirez, bubeník a klávesista M. W. Gacy, bubeník Ginger Fish a kytarista John 5.

## Seznam skladeb
1. „Inauguration Of The Mechanical Christ“
2. „The Reflecting God“
3. „Great Big White World“
4. „Get Your Gunn“
5. „Sweet Dreams“
6. „Rock Is Dead“
7. „The Dope Show“
8. „Lunchbox“
9. „I Don't Like The Drugs (But The Drugs Like Me)“
10. „Antichrist Superstar“
11. „The Beautiful People“
12. „Irresponsible Hate Anthem“
13. „The Last Day On Earth“
14. „Astonishing Panorama Of The Endtimes“